# Spindasis wakabayasii
Spindasis wakabayasii är en fjärilsart som beskrevs av Siuiti Murayama 1952. Spindasis wakabayasii ingår i släktet Spindasis och familjen juvelvingar. Inga underarter finns listade i Catalogue of Life.